# (15950) Dallago
(15950) Dallago est un astéroïde de la ceinture principale.

## Description
(15950) Dallago est un astéroïde de la ceinture principale. Il fut découvert le 17 janvier 1998 à Dossobuono par l'Observatoire Madonna di Dossobuono. Il présente une orbite caractérisée par un demi-grand axe de 2,56 UA, une excentricité de 0,19 et une inclinaison de 4,2° par rapport à l'écliptique.

## Compléments